# 鏡の国のちづる
『鏡の国のちづる』（かがみのくにのちづる）は、千之ナイフの短編漫画作品及び1997年1月にシュベール出版から発売された初期短編漫画作品集。この項では主に後者について解説する。

## 概要
『夜姫』に続く、千之ナイフの初期短編作品集第二弾として発売された。収録作品は82年から85年にかけて成人向け漫画雑誌にて発表された作品である。

## 作風
『夜姫』と同じく、デビュー当初からの多才さ・独自性が覗える作風とスター・システムを用いた連作は健在。当該作品集ではセーラー服の少女（作品によっては女子高生・アンドロイド）・ちづる（「ちづるの夢」、「見世物塾」、「幽霊少女」、「プレゼント」、「鏡の国のちづる」）、女教師・羅美夜（らみや）（「オルゴール」、「サーカス」、「カーミラ」）、女子高生・千草（「マーメイド」、「悪魔の月夜」）がスターシステムに該当するキャラクターである。

## 収録作品
カッコ内は初出雑誌名と発表年代・掲載月
- ちづるの夢（ヘイ!バディー／1982年3月）
- 見世物塾（ヘイ!バディー／1982年4月）
- 幽霊少女（ラブ&エロス／1983年3月）
- プレゼント（レモンピープル／1982年12月）
- 鏡の国のちづる（レモンピープル増刊号／1984年3月）
- 涙のマリオネット（ヘイ!バディー／1982年9月）
- オルゴール（ヘイ!バディー／1982年10月）
- サーカス（ヘイ!バディー／1982年11月）
- カーミラ（アリススペシャル／1982年10月）
- マーメイド（ヘイ!バディー／1984年5月）
- 悪魔の月夜（ヘイ!バディー／1984年7月）
- 金星演奏会（コミックアゲイン／1984年9月）
- 吸血の薔薇園（コミックアゲイン／1985年3月）
- ヴィーナス（ヘイ!バディー／1985年3月）
- 迷宮院（ヘイ!バディー／1985年8月）
- 箱（人形姫／1981年10月）
- ファンタジーナイト （コミック・アゲイン／1984年12月）